# Nufăru
Nufăru község Tulcea megyében, Dobrudzsában, Romániában. A hozzá tartozó települések: Ilganii de Jos, Malcoci és Victoria.

## Fekvése
A település az ország délkeleti részén található, a megyeszékhelytől, Tulcsától tizenkét kilométerre délkeletre, a Duna Szent-György-ágának a jobb partján.

## Története
A történelmi adatok alapján, a 960-as években itt haladt át seregei élén I. Szvjatoszláv kijevi fejedelem, a bolgárok ellen indított, balkáni hadjárata során. A mai Nufăru helyén, a Kijevi Nagyfejedelemség várat emeltetett Kis Preszláv (Perejaszlavec) néven, mely később teljesen elpusztult. Ennek is köszönhető, hogy a község egésze, a megye egyik legjelentősebb régészeti lelőhelye. Régi török neve Prislav, mai nevét 1968-ban kapta.

## Lakossága
A nemzetiségi megoszlás a következő:
| 2002      | 2002 | 2002   |
| --------- | ---- | ------ |
| Románok   | 2413 | 99,42% |
| Ukránok   | 4    | 0,16%  |
| Lipovánok | 4    | 0,16%  |
| Magyarok  | 3    | 0,12%  |
| Németek   | 3    | 0,12%  |
| Összesen  | 2427 | 100,0% |